# Battaglia di Rheinfelden
La battaglia di Rheinfelden è stata un episodio della guerra dei Trent'anni e consistette in due scontri combattuti il 28 febbraio ed 3 marzo 1638 dalle forze di Bernardo di Sassonia-Weimar contro l'esercito del Sacro Romano Impero di Johann von Werth. Nel primo scontro Bernardo venne sconfitto ma riuscì ad avere la meglio nel secondo.

## Contesto
Dopo la sconfitta della Svezia nella battaglia di Nördlingen del 1634, le forze mercenarie di Bernardo di Sassonia-Weimar passarono al soldo del Regno di Francia e si stabilirono in Alsazia.
Nel febbraio 1638 Bernardo ricevette l'ordine di attaccare Rheinfelden dove si scontrò con le forze imperiali guidate dal conte Federico Savelli e da Johann von Werth che, attraversata la Foresta Nera, mossero a protezione della città.

## La prima battaglia
Savelli lanciò i propri uomini contro la retroguardia di Bernardo separandolo del resto delle proprie truppe Bernardo si ritirò dunque verso il villaggio di Laufenburg dove riorganizzò le proprie truppe.

## La seconda battaglia
Credendo che le forze di Bernardo fossero state definitivamente sconfitte, i comandanti imperiali non presero le necessarie precauzioni per proteggere le proprie posizioni.
La controffensiva di Bernardo colse di sorpresa l'esercito imperiale e dopo tre cariche di artiglieria riuscì ad espugnare la città e a prendere prigionieri Savelli e von Werth.

## Conseguenze
Dopo questo successo Bernardo proseguì la propria avanzata lungo il Reno verso Breisach.